# Cobanus incurvus
Cobanus incurvus là một loài nhện trong họ Salticidae.
Loài này thuộc chi Cobanus. Cobanus incurvus được Arthur Merton Chickering miêu tả năm 1946.